# 河川生態園
河川生態園是新加坡一座以河川作為主題設計的動物園與水族館，現占地面積約12公頃（30英畝），位於新加坡動物園與新加坡夜間野生動物園之間，是亞洲首座以河川作為主要主題的動物園，主要特色包括大量淡水生物的展示以及生態遊船。河川生態園耗資1億6,000萬新加坡元，每年吸引遊客約82萬人次，為新加坡第四座動物園，其他三座為新加坡動物園、裕廊飛禽公園與新加坡夜間野生動物園，均由新加坡野生動物保育集團負責管理。
貓熊館（The Giant Panda Forest）開幕於2012年11月29日。整座河川生態園則是於2013年4月3日開放試營運，当天吸引了約1,500位遊客，並於2014年2月28日正式開幕，並且宣布自試營運以來已有超過110萬遊客來訪。

## 歷史

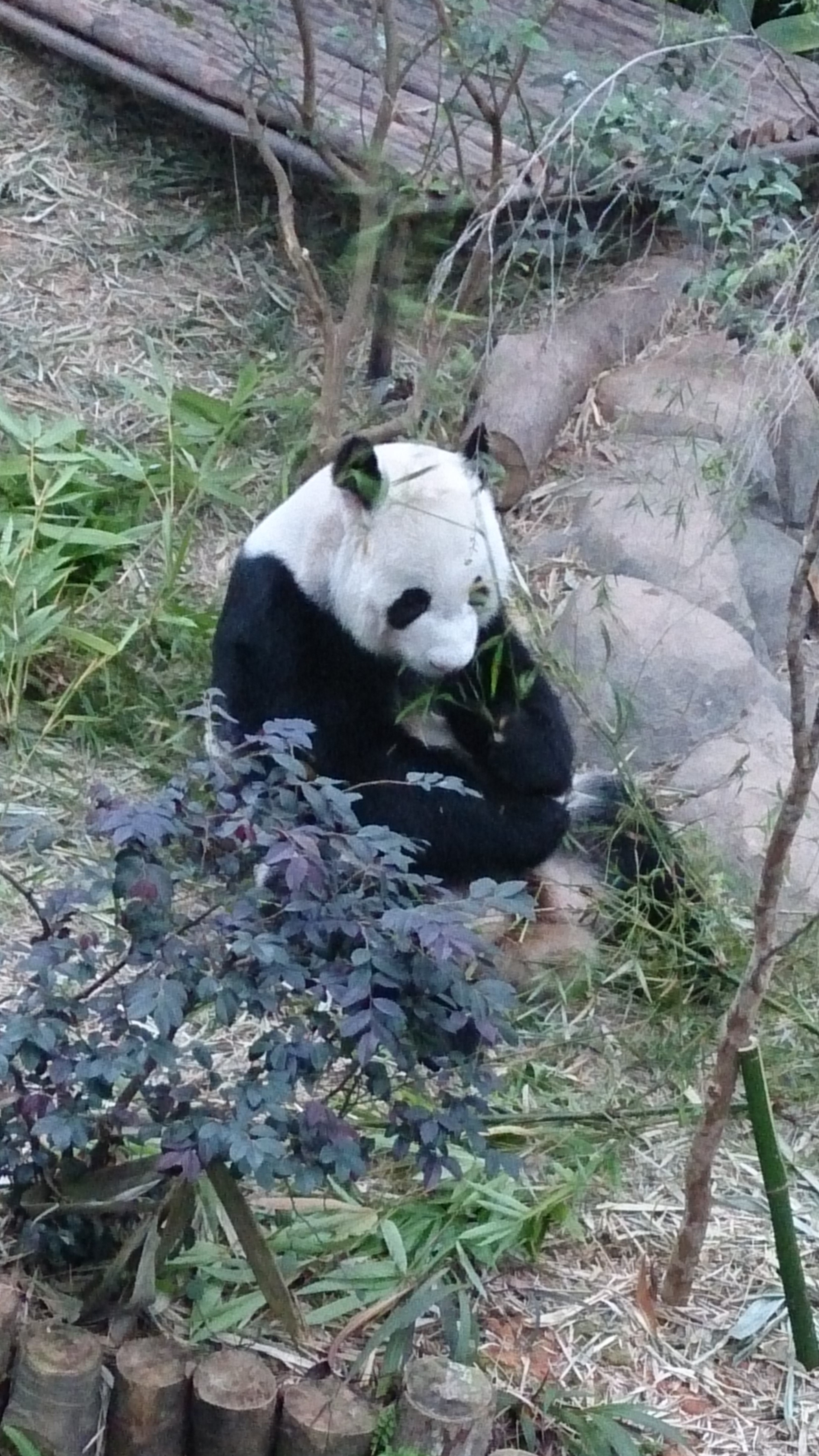
貓熊館中的大貓熊凱凱

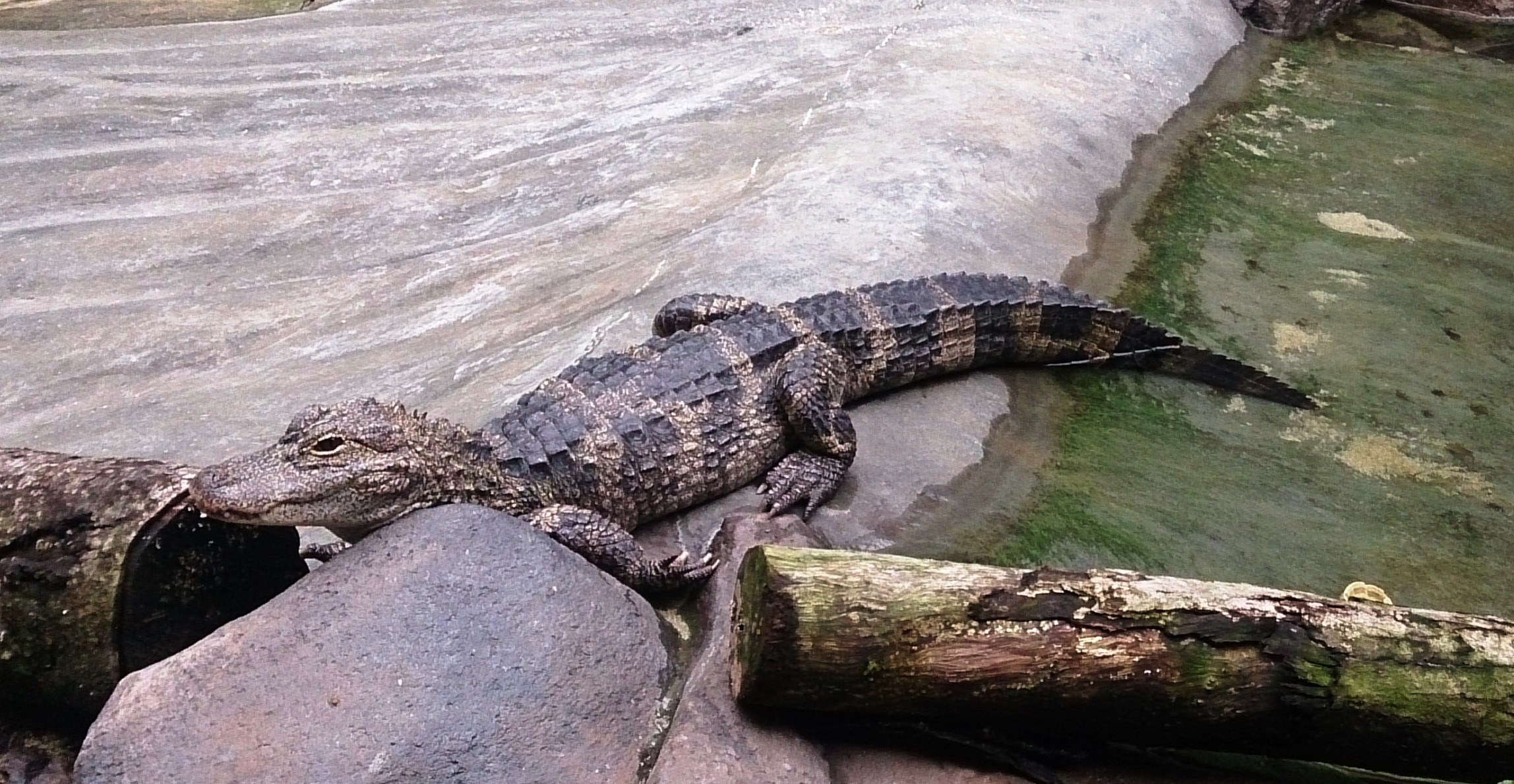
展示場中的揚子鱷

河川生態園的概念最早起源自2007年，並於2009年2月11日正式對外宣布開工並預估於2011年年底建造完成。這項計畫最初預估預算約為1億4,000萬新加坡元，每年吸引遊客約75萬人次，爾後因建築成本的增加又追加了2,000萬的預算，最後總成本共耗資1億6,000萬新加坡元，每年吸引遊客約82萬人次。
河川生態園占地約12公頃（30英畝），為新加坡四座動物園中占地最小的動物園。

## 參觀特色
河川生態園以熱帶雨林與河川作為主題，為亞洲首座也是目前唯一一座以河川為主題的動物園，園內展示了240種共7,500隻陸生及水生動物與約400種植物。遊客也可搭上生態遊船，沿著模擬亞馬遜河流域的人造河道欣賞野生動物。

### 動物展示
河川生態園展示了全世界10個相異的生態系，包括尼羅河、長江、密西西比河、亞馬遜河等，展示動物中包含了數種受威脅物種。展示的動物包括森蚺、電鰻、湄公河淡水魟魚、西印度海牛、巨無齒𩷶、貓熊、恆河鱷、小熊貓、紅腹錦雞、匙吻鱘、美洲豹、松鼠猴、中國大鯢、巨獺與揚子鱷（為日本北海道旭川市旭山動物園物種交換計畫的一部分）。
亞馬遜水淹森林（The Amazon Flooded Forest）蓄水量2,000 m3（71,000 cu ft），展示面面積為22米 × 4米（72英尺 × 13英尺），展示了海牛以及數種南美洲的魚類。為目前世界紀錄中擁有最大蓄水量與最大展示面面積的淡水水族館。

### 大貓熊
兩頭大貓熊凱凱（雄性）與嘉嘉（雌性）居住於貓熊館中，內部空調會將氣溫控制在類似於貓熊原生環境，並包含四季變化。河川生態園本身種植有8000平方米的竹子，專門用來作為大貓熊的食料。大熊貓是中新友好關係二十週年的標誌，並受到凱德集團的資助。兩頭大貓熊的名稱來自於2010年所舉辦的公開命名比賽，於2012年9月抵達河川生態園，為期與中國十年的租借。

### 生態遊船
河川生態園另外有稱為亞馬遜河探索（Amazon River Quest）的生態遊船，展示超過30種來自亞馬遜河的野生動物，包括南美貘、水豚、原駝、棕頭蜘蛛猴、黑帽捲尾猴、黑吼猴、紅吼猴、領西貒、美洲豹、鬃狼、大食蟻獸、二趾樹懶、美洲紅鸛、美洲鴕鳥、美洲紅䴉與美洲鬣蜥等，於2013年12月7日對外開放。
河川生態園也包括了15分鐘的實里達蓄水池上段河川生態游船（Reservoir Cruise），沿著新加坡動物園與夜間動物園的河岸邊境游行，將遊客有機會目睹園內的長頸鹿與亞洲象，於2014年8月1日對外開放。

### 獲獎
河川生態園於2018年獲得了Tripzilla最佳家庭旅遊景點獎。

## 外部連結
- 官方网站